# That Sound
That Sound è un singolo del musicista britannico Sam Fender, pubblicato il 22 ottobre 2018.

## Video musicale
Il video musicale è stato diretto da Tim Mattia.

## Tracce
1. That Sound – 3:25